# Tolv monogram (Fabergéägg)
Tolv monogoram är ett ursprungligen ryskt påskägg, ett så kallat Fabergéägg, med tsar Nikolaj II av Ryssland som mottagare.
Tolv monogram-ägget ingår i Hillwood Museums samling, i Washington, D.C., USA.